# 2. Eishockey-Bundesliga 2002/03
Die Saison 2002/03 der 2. Eishockey-Bundesliga war die fünfte Spielzeit der neuen zweithöchsten deutschen Spielklasse und sollte ursprünglich gegenüber der Vorsaison auf 16 Teilnehmern aufgestockt werden. Tatsächlich fand sie jedoch lediglich mit 15 Teilnehmern statt.
Von den nach der Saison 2001/02 aus der Deutschen Eishockey Liga ausscheidenden Mannschaften
- verzichtete die Moskitos Essen auf eine Fortführung des Spielbetriebs anstelle der insolventen ESC Moskitos Trendsport GmbH im Bereich der ESBG und nahm an der viertklassigen Regionalliga NRW teil;
- konnten die Berlin Capitals wegen Problemen mit der aus der DEL ausgeschiedenen und später insolventen GmbH, die Inhaber der DEL-Lizenz war, nicht die Voraussetzungen für die Lizenz zur Fortführung des Spielbetriebs erfüllen und nahm ebenfalls an der viertklassigen Regionalliga Nord-Ost teil;
- hatten die wegen fehlenden Stadionnutzungsvertrages aus der DEL ausgeschiedenen Revierlöwen Oberhausen zum Zeitpunkt des Ausscheidens keinen Stammverein, der den möglichen Spielbetrieb hätte fortführen können.

## Voraussetzungen

### Teilnehmer
Nachdem der Meister REV Bremerhaven verzichtete, und lediglich der ERC Ingolstadt als Play-off-Finalist seine Chance zur Teilnahme an der DEL wahrnahm, verblieben aufgrund der avisierten Aufstockung alle teilnehmenden Mannschaften des Vorjahres in der Liga. Die Liga wurde mit dem ESV Kaufbeuren und dem EV Landshut, den beiden Aufsteigern aus der Oberliga, ergänzt.

### Modus
Der Modus wurde im Vergleich zur Vorsaison erneut geändert. Nach der als Doppelrunde ausgespielten Vorrunde spielten die Mannschaften auf Platz 1 bis 8 die Meisterschafts-Play-offs, nach denen der Meister EHC Freiburg sich erfolgreich um die Aufnahme in die DEL 2003/04 bewarb. Für die Teilnehmer auf den Plätzen 9 bis 11 war die Saison nach der Vorrunde beendet, wobei im März 2003 für die die Tölzer Löwen organisierende Tölzer Eissport GmbH ein Insolvenzantrag gestellt wurde. Die Teilnehmer auf den Plätzen Platz 12 bis 15 spielten in Play-downs im Play-off-Modus zwei sportliche Absteiger aus, zu denen auch der Vorjahresmeister REV Bremerhaven zählte.

## Vorrunde

### Abschlusstabelle
|     | Klub                           | Sp | S  | OTS | OTN | N  | Tore    | Diff. | Punkte |
| --- | ------------------------------ | -- | -- | --- | --- | -- | ------- | ----- | ------ |
| 01. | Bietigheim Steelers            | 56 | 27 | 9   | 8   | 12 | 219:182 | +37   | 107    |
| 02. | EC Bad Nauheim                 | 56 | 27 | 7   | 9   | 13 | 185:156 | +29   | 104    |
| 03. | SC Riessersee                  | 56 | 27 | 7   | 7   | 15 | 193:142 | +51   | 102    |
| 04. | Landshut Cannibals             | 56 | 31 | 1   | 4   | 20 | 177:143 | +34   | 099    |
| 05. | Heilbronner EC                 | 56 | 26 | 8   | 3   | 19 | 182:158 | +24   | 097    |
| 06. | EHC Wolfsburg                  | 56 | 24 | 8   | 5   | 19 | 179:155 | +24   | 093    |
| 07. | EHC Freiburg                   | 56 | 26 | 5   | 5   | 20 | 227:165 | +62   | 093    |
| 08. | Straubing Tigers               | 56 | 23 | 6   | 6   | 21 | 191:176 | +15   | 087    |
| 09. | EV Duisburg                    | 56 | 20 | 8   | 3   | 25 | 171:205 | −34   | 079    |
| 10. | Eisbären Regensburg            | 56 | 22 | 4   | 4   | 26 | 180:193 | −13   | 078    |
| 11. | Tölzer Löwen                   | 56 | 22 | 3   | 5   | 26 | 179:199 | −20   | 077    |
| 12. | Fischtown Pinguins Bremerhaven | 56 | 19 | 6   | 2   | 29 | 160:186 | −26   | 071    |
| 13. | ESV Kaufbeuren                 | 56 | 20 | 3   | 4   | 29 | 165:217 | −52   | 070    |
| 14. | Lausitzer Füchse               | 56 | 16 | 1   | 4   | 35 | 129:192 | −63   | 054    |
| 15. | ETC Crimmitschau               | 56 | 12 | 2   | 9   | 33 | 121:189 | −68   | 049    |

Wolfsburg belegte aufgrund des gewonnenen direkten Vergleichs, der das erste Entscheidungskriterium bei Punktgleichheit darstellt, den Platz vor Freiburg (7:5 Punkte aus den Direktbegegnungen).
Abkürzungen: Sp = Spiele, S = Siege, OTS = Sieg nach Verlängerung, OTN = Niederlage nach Verlängerung, N = Niederlagen

Erläuterungen: Play-offs, Saison beendet, Play-downs

### Zahlen und Fakten
- Geschossene Tore: 2658 (Schnitt pro Spiel 7.38)
- Geschossene Tore Heimteams: 1506 (Schnitt pro Spiel 4.18)
- Geschossene Tore Gastteams: 1152 (Schnitt pro Spiel 3.20)
- Verlängerungen (ohne Penalty): 32
- Penaltyschießen: 46
- Auswärtssiege: 152
- Heimsiege: 268
- Höchster Auswärtssieg: Lausitzer Füchse – EHC Freiburg 0:7 am 17. Spieltag (3. November 2002)
- Höchster Heimsieg: SC Riessersee – EV Landshut 9:1 am 29. Spieltag (20. Dezember 2002)

### Beste Scorer
Quelle: eliteprospects.com; Abkürzungen: Sp = Spiele, T = Tore, V = Assists, Pkt = Punkte, SM = Strafminuten; Fett: Bestwert
| Spieler          | Mannschaft              | Sp | T  | V  | Pkt | SM  |
| ---------------- | ----------------------- | -- | -- | -- | --- | --- |
| Darren Ritchie   | SC Bietigheim-Bissingen | 52 | 43 | 46 | 89  | 20  |
| Craig Teeple     | SC Bietigheim-Bissingen | 46 | 26 | 62 | 88  | 90  |
| Steve Palmer     | EHC Freiburg            | 54 | 36 | 45 | 81  | 132 |
| Norm Batherson   | Straubing Tigers        | 54 | 24 | 56 | 80  | 147 |
| Aaron Fox        | SC Riessersee           | 56 | 37 | 42 | 79  | 36  |
| Pierre Sévigny   | Straubing Tigers        | 54 | 31 | 48 | 79  | 150 |
| John Spoltore    | Eisbären Regensburg     | 54 | 20 | 59 | 79  | 78  |
| Daniel Del Monte | EHC Freiburg            | 50 | 26 | 51 | 77  | 88  |
| T.J. Guidarelli  | SC Riessersee           | 55 | 28 | 47 | 75  | 50  |
| Bill Trew        | Straubing Tigers        | 56 | 37 | 37 | 74  | 50  |

## Play-offs

### Viertelfinale
|                     |   |                  | Serie | 1         | 2   | 3         | 4   | 5   |
| ------------------- | - | ---------------- | ----- | --------- | --- | --------- | --- | --- |
| Bietigheim Steelers | – | Straubing Tigers | 3:0   | 5:2       | 4:3 | 4:3       | –   | –   |
| EC Bad Nauheim      | – | EHC Freiburg     | 2:3   | 7:3       | 1:3 | 3:2 n. P. | 3:4 | 3:4 |
| SC Riessersee       | – | EHC Wolfsburg    | 3:0   | 5:0       | 4:1 | 4:2       | –   | –   |
| Landshut Cannibals  | – | Heilbronner EC   | 3:1   | 3:2 n. V. | 1:3 | 4:1       | 5:2 | –   |

### Halbfinale
|                     |   |                    | Serie | 1   | 2   | 3   | 4   | 5   |
| ------------------- | - | ------------------ | ----- | --- | --- | --- | --- | --- |
| SC Riessersee       | – | Landshut Cannibals | 3:2   | 5:1 | 3:2 | 3:5 | 1:4 | 5:2 |
| Bietigheim Steelers | – | EHC Freiburg       | 1:3   | 4:1 | 1:4 | 0:6 | 3:5 | –   |

### Finale
|               |   |              | Serie | 1         | 2   | 3   | 4 | 5 |
| ------------- | - | ------------ | ----- | --------- | --- | --- | - | - |
| SC Riessersee | – | EHC Freiburg | 0:3   | 1:2 n. P. | 2:4 | 1:5 | – | – |

Der EHC Freiburg steigt als Meister und einem erfolgreichen Aufnahmeantrag in die Deutsche Eishockey Liga auf, wobei die Profimannschaft mit dem Aufstieg in die Die Wölfe Freiburg GmbH ausgelagert wurde.

## Play-downs
Die vier letztplatzierten Mannschaften mussten zwei Absteiger ausspielen. Dabei traf der Zwölftplatzierte, der REV Bremerhaven, auf den Tabellenletzten, den ETC Crimmitschau, während der 13., der ESV Kaufbeuren, gegen den Tabellenvorletzten, die Lausitzer Füchse, antrat. Gespielt wurde im Modus „Best of five“.
|                 |   |                  | Serie | 1   | 2         | 3   | 4         | 5   |
| --------------- | - | ---------------- | ----- | --- | --------- | --- | --------- | --- |
| REV Bremerhaven | – | ETC Crimmitschau | 1:3   | 1:2 | 0:1       | 2:1 | 1:2       | –   |
| ESV Kaufbeuren  | – | Lausitzer Füchse | 3:2   | 3:1 | 3:4 n. P. | 4:3 | 0:1 n. V. | 5:3 |

Der REV Bremerhaven musste somit den Gang in die Oberliga antreten, während der ETC Crimmitschau die Klasse halten konnte. Ebenfalls abgestiegen waren die Lausitzer Füchse. Der ESV Kaufbeuren durfte hingegen in der 2. Eishockey-Bundesliga verbleiben.